# 伊勢志摩・里海トライアスロン大会
伊勢志摩・里海トライアスロン大会（いせしま・さとうみトライアスロンたいかい、英語: ISE-SHIMA SATOUMI TRIATHLON）は、三重県志摩市から同県度会郡南伊勢町にかけて開催されるトライアスロンの競技大会。開催種目はオリンピック・ディスタンスで行われる「スタンダード」と、スイム・バイク・ランを3人で分担しチームで競う「スタンダードリレー」の2つである。第1回大会は2013年に開催された。2019年現在、三重県唯一のトライアスロン大会である。
大会のコースは、2021年に開催予定の第76回国民体育大会（三重とこわか国体）のトライアスロン競技コースに内定している。

## 概説

### コース
スイムは、750mのコースを2周する。大矢浜海水浴場内に設置される。バイクは、太平洋沿いの20kmのコースを2周する。具体的には以下のコースになる。
大矢浜海水浴場 ⇒ （国道260号） ⇒ 南伊勢町宿浦（折り返し） ⇒ （国道260号） ⇒ プレミアリゾート夕雅伊勢志摩付近 ⇒ （県道17号浜島バイパス） ⇒ エコフレンドリーはまじま付近（折り返し） ⇒ （県道17号浜島バイパス） ⇒ プレミアリゾート夕雅伊勢志摩付近⇒ （国道260号） ⇒ 大矢浜海水浴場
ランは浜島中心街約3.3kmを3周する。具体的には以下のコースになる。
大矢浜海水浴場 ⇒ 海水浴場突堤（折り返し） ⇒ 浜島バス停 ⇒ 旧志摩市役所浜島支所 ⇒ 百五銀行浜島支店 ⇒ 浜島生涯学習センター ⇒ （国道260号） ⇒ 志摩市浜島磯体験施設「海ほおずき」付近（折り返し） ⇒ （国道260号） ⇒ 大矢浜海水浴場

### 表彰・交流
スタンダードは男女別に、スタンダードリレーは男女共通でそれぞれ上位6位まで表彰が行われる。さらに「三重県選手権」として、スタンダードに出場した三重県トライアスロン協会登録競技者は男女それぞれ3位まで表彰される。
大会の開催目的の1つにスポーツや観光の振興、地域活性化が掲げられていることから、大会参加者と地域住民の交流を兼ねて特産品の振る舞いや交流パーティーが開かれる。2013年（第1回）大会では、志摩市のご当地アイドルであるJuRias（ジュリアス）によるステージパフォーマンスも開催された。

### 主催・後援・協賛
2019年（第7回）大会の主催は、志摩市・浜島町自治会連合会・三重県トライアスロン協会・志摩スポーツコミッション・株式会社トライアーティストで構成される「伊勢志摩・里海トライアスロン大会実行委員会」である。実行委員会事務局は志摩スポーツコミッションに置かれている。主管は志摩スポーツコミッション、競技主管は三重県トライアスロン協会。後援は三重県の経済団体やマスメディアが名を連ね、志摩市体育協会・日本スポーツツーリズム推進機構・日本トライアスロン連合も入っている。協賛は志摩市の企業を中心に、井村屋グループ・赤福・百五銀行・第三銀行など三重県内の有力企業も含まれる。

## 歴史
2013年5月12日に合歓の郷を会場として初めて開催された。この大会が開催されるまで、三重県は13年間トライアスロン大会の空白地帯となっており、開催地を模索する中で合歓の郷の協力が得られたため実施されたものだった。会場が合歓の郷の敷地内に限られたことから、スイム0.75km、バイク18km、ラン5kmの短い距離のトライアスロンとスイム0.75km、ラン5kmのアクアスロンの2種目の実施となった。
2014年（第2回）から浜島町浜島の大矢浜海水浴場に主会場が移り、開催時期が7月となった。オリンピック・ディスタンス（本大会では「スタンダード」と呼称）とスプリント・ディスタンス（本大会では「スプリント」と呼称）およびスイム・バイク・ランを3人1組で行うリレー（スタンダードとスプリントそれぞれ実施）の4種目が実施された。この大会ではシドニーオリンピック日本代表や吉本興業所属芸人が出場し、大会を盛り上げた。
2015年（第3回）大会からバイクのコースを志摩市内から隣の南伊勢町まで延長し、ランのコースを浜島の中心市街地へ移し、起伏に富んだコースとなった。また種目はスタンダードとスタンダードリレーの2種目になった。同年度に実施された競技者による人気ランキングで、200大会中11位に入った。2016年（第4回）大会ではドローンとスマートフォンを用いて大会の様子をYouTubeで生中継する試みが行われた。
2016年、志摩スポーツコミッションによる伊勢志摩・里海トライアスロン大会をめぐる地域活性化に関する取り組み「ひとづくり まちづくり スポーツを活かした地域振興 伊勢志摩・里海トライアスロン」が第4回スポーツ振興賞日本スポーツツーリズム推進機構会長賞を受賞した。
2017年（第5回）大会は、日本学生トライアスロン連合の近畿学生選手権を兼ねて行われ、学生77人が参加した。
2018年（第6回）大会は、全国人気大会ランキング（トライアスロンルミナアンケート）で3位、51.5km部門で1位となった。

### 各回の出場者数
各回の伊勢志摩経済新聞報道による。最多出場者数は■赤色、最小出場者数は■青色で示した。*はエントリー数を示す。
| 第1回（2013年） | 第2回（2014年） | 第3回（2015年） | 第4回（2016年） | 第5回（2017年） | 第6回（2018年） | 第7回（2019年） |
| --------------- | --------------- | --------------- | --------------- | --------------- | --------------- | --------------- |
| 267             | 576*            | 590             | 762*            | 774             | 849             | 845             |

## 歴代優勝者

### 男子スタンダード
オリンピック・ディスタンス（スイム1.5km、バイク40km、ラン10km）
※第1回はスプリントディスタンス（スイム0.75km、バイク20km、ラン5km）で実施
| 回 | 日付          | 氏名     | 居住地   | 記録    | スイム | バイク  | ラン  |
| -- | ------------- | -------- | -------- | ------- | ------ | ------- | ----- |
| 1  | 2013年5月12日 | 櫛田宣善 | 愛知県   | 1:04:59 | 9:57   | 34:22   | 20:40 |
| 2  | 2014年7月6日  | 福井英郎 | 神奈川県 | 1:54:28 | 17:54  | 58:57   | 35:14 |
| 3  | 2015年7月5日  | 岡野祐作 | 神奈川県 | 2:13:10 | 22:47  | 1:06:56 | 39:57 |
| 4  | 2016年7月3日  | 倉内誠司 | 愛知県   | 2:12:38 | 22:53  | 1:05:40 | 40:50 |
| 5  | 2017年7月2日  | 石川剛士 | 愛知県   | 2:09:34 | 26:00  | 1:01:01 | 38:45 |
| 6  | 2018年7月3日  | 倉内誠司 | 愛知県   | 2:10:10 | 21:25  | 1:08:09 | 40:37 |
| 7  | 2019年7月7日  | 藤井雅之 | 岐阜県   | 1:59:54 | 22:41  | 1:00:2  | 33:38 |

### 女子スタンダード
オリンピック・ディスタンス（スイム1.5km、バイク40km、ラン10km）
※第1回はスプリントディスタンス（スイム0.75km、バイク20km、ラン5km）で実施
| 回 | 日付          | 氏名       | 居住地 | 記録    | スイム | バイク  | ラン  |
| -- | ------------- | ---------- | ------ | ------- | ------ | ------- | ----- |
| 1  | 2013年5月12日 | 竹元久美子 | 愛知県 | 1:08:25 | 10:54  | 36:06   | 21:25 |
| 2  | 2014年7月6日  | 檀野裕美   | 愛知県 | 2:31:50 | 34:41  | 1:09:33 | 42:00 |
| 3  | 2015年7月5日  | 山田由枝   | 愛知県 | 2:30:39 | 26:14  | 1:13:06 | 46:00 |
| 4  | 2016年7月3日  | 倉内千紘   | 愛知県 | 2:30:55 | 24:56  | 1:12:00 | 49:56 |
| 5  | 2017年7月2日  | 高間佐知子 | 愛知県 | 2:39:28 | 24:24  | 1:09:28 | 44:02 |
| 6  | 2018年7月3日  | 三島雅世   | 大阪府 | 2:26:18 | 24:53  | 1:15:20 | 46:05 |
| 7  | 2019年7月7日  | 重成かおり | 大阪府 | 2:18:33 | 25:42  | 1:10:40 | 37:58 |

### スタンダードリレー
オリンピック・ディスタンス（スイム1.5km、バイク40km、ラン10km）
| 回 | 日付          | チーム名          | 記録     | スイム   | バイク   | ラン     |
| -- | ------------- | ----------------- | -------- | -------- | -------- | -------- |
| 1  | 2013年5月12日 | 実施せず          | 実施せず | 実施せず | 実施せず | 実施せず |
| 2  | 2014年7月6日  | Choose to Fight!! | 2:11:56  | 20:57    | 1:05:56  | 41:19    |
| 3  | 2015年7月5日  | Choose to Fight!! | 2:12:44  | 22:47    | 1:08:19  | 38:47    |
| 4  | 2016年7月3日  | あすたまブラック  | 2:10:50  | 22:30    | 1:05:36  | 39:17    |
| 5  | 2017年7月2日  | あすたまガチ勢    | 2:09:14  | 21:25    | 1:05:00  | 39:20    |
| 6  | 2018年7月3日  | あすたまガチ勢    | 2:08:49  | 22:00    | 1:08:49  | 38:02    |
| 7  | 2019年7月7日  | まるいちｵｰﾙｽﾀｰｽﾞ  | 2:01:23  | 24:02    | 1:02:08  | 31:45    |